# Banca Popolare Cooperativa Vogherese
La Banca Popolare Cooperativa Vogherese è stato un istituto di credito cooperativo fondato nel 1896.
Dopo essere entrata in difficoltà finanziarie, il 30 settembre 1977 la banca venne posta in amministrazione controllata. La particolare situazione di crisi, consentì alla Banca Popolare di Milano di candidarsi, dapprima come partner organizzativo e finanziario e in seconda battuta come possibile acquirente dell'istituto.
La riunione straordinaria della Banca Popolare Cooperativa Vogherese, tenutasi il 20 dicembre 1978 approvò la fusione con l'istituto milanese, che a sua volta diede il via libera all'acquisizione nella riunione dei soci del 18 gennaio 1979. L'atto di fusione venne poi firmato il 15 marzo dello stesso anno.
L'accordo di incorporazione, prevalentemente sociale, si articolava di sei punti fondamentali:
- Il concambio di due azioni della Popolare di Milano ogni azione della Popolare Cooperativa Vogherese
- La nascita di un programma di assistenza per le piccole e medie imprese pavesi
- Il riutilizzo della metà degli impieghi in investimenti locali
- La nomina di un consigliere vogherese per i fidi ed i finanziamenti
- La considerazione dell'Oltrepò Pavese per la recluta del personale
- Il finanziamento di un'opera di pubblico interesse nel vogherese